# John Matuszak
John Matuszak, né le 25 octobre 1950 à Oak Creek, dans le Wisconsin, et mort le 17 juin 1989 à Los Angeles, est un joueur de football américain et acteur. 

## Biographie
Choisi en première position de la Draft 1973 par les Houston Oilers, il remporte deux fois le Super Bowl (XI et XV) avec l'équipe des Los Angeles Raiders. Il prend sa retraite sportive en 1982 à la suite d'une blessure et se consacre pleinement à sa carrière d'acteur. Il effectue notamment une prestation remarquée dans Les Goonies de Richard Donner où il incarne Sinok, un attardé au visage malformé. Il meurt le 17 juin 1989 d'un arrêt cardiaque à l'âge de 38 ans des suites d'une surdose de médicaments et de cocaïne.

## Filmographie

### Cinéma
- 1979 : North Dallas Forty de Ted Kotcheff : O. W. Shaddock
- 1981 : L'Homme des cavernes (Caveman) de Carl Gottlieb : Tonda
- 1984 : Les Guerriers des étoiles (The Ice Pirates) de Stewart Raffill : Killjoy
- 1985 : Les Goonies (The Goonies) de Richard Donner : Lotney 'Sinok' Fratelli
- 1986 : One Crazy Summer de Savage Steve Holland : Stan
- 1986 : Charlie Barnett's Terms of Enrollment de Laurie Frank : TV Spokesman (vidéo)
- 1987 : P.K. and the Kid de Lou Lombardo
- 1989 : One Man Force de Dale Trevillion : Jake
- 1989 : Fantôme malgré elle (Ghost Writer) de Kenneth J. Hall : Chuck Aaron
- 1989 : The Princess and the Dwarf de Mary Grace-Phelan :
- 1990 : SOS dollars (en) de Robert C. Hughes : Jed Stewart

### Téléfilms
- 1985 : Command 5 de E.W. Swackhamer : Nick Kowalski
- 1988 : Les Douze Salopards : Mission fatale (The Dirty Dozen: The Fatal Mission) de Lee H. Katzin : Fred Collins

### Séries télévisées
- 1982 : M.A.S.H : Elmo Hitalski
- 1982 : Trapper John, M.D. : Joe McGurski
- 1983 : Matt Houston : Harold
- 1984 : Shérif, fais-moi peur (The Dukes of Hazzard) (série TV) (Saison 7, épisode 5 "Tous des méchants"): Stoney
- 1984 : Ricky ou la Belle Vie (Silver Spoons) : Elmer
- 1984 : 1st & Ten : John Manzak
- 1985 : Flics à Hollywood (Hollywood Beat) : George Grinsky (14 épisodes)
- 1985 : L'Homme qui tombe à pic (The Fall Guy) : Dwayne
- 1985 : Stir Crazy : Grossberger
- 1986 : Tall Tales & Legends : L'homme de la montagne
- 1986 : Rick Hunter  (Hunter) : Lincoln
- 1986 : Fathers and Sons : Mad Dog
- 1986 : L'Agence tous risques (The A-Team) : Davey Miller
- 1986 : Amen : Elmo The Handyman
- 1987 : Deux Flics à Miami (Miami Vice) : Lascoe
- 1987 : Prince Charmant (The Charmings) : Rock
- 1988 : Aaron's Way : Purque (2 épisodes)
- 1988 : Mister T. (T. and T.) : La voix de mickey en vo
- 1989 : Larry et Balki (Perfect Strangers) : Cobra
- 1989 : Superboy : Android
- 1989 : Heartbeat : Warnick